# Villemagne-l'Argentière
Pour les articles homonymes, voir Villemagne (homonymie) et Argentière (homonymie).
Villemagne-l'Argentière [vi.lə.ma.ɲə l‿aʁ.ʒɑ̃.tiɛ.ʁə], en occitan Vilamanha [βi.lɔ.'ma.ɲɔ], est une commune française située dans l'ouest du département de l'Hérault, en région Occitanie.
Exposée à un climat méditerranéen, elle est drainée par la Mare et par un autre cours d'eau. Incluse dans le parc naturel régional du Haut-Languedoc, la commune possède un patrimoine naturel remarquable composé d'une zone naturelle d'intérêt écologique, faunistique et floristique.
Villemagne-l'Argentière est une commune rurale qui compte 420 habitants en 2022. Elle est dans l'unité urbaine de Bédarieux et fait partie de l'aire d'attraction de Bédarieux. Ses habitants sont appelés les Villemagnois et Villemagnoises.

## Géographie

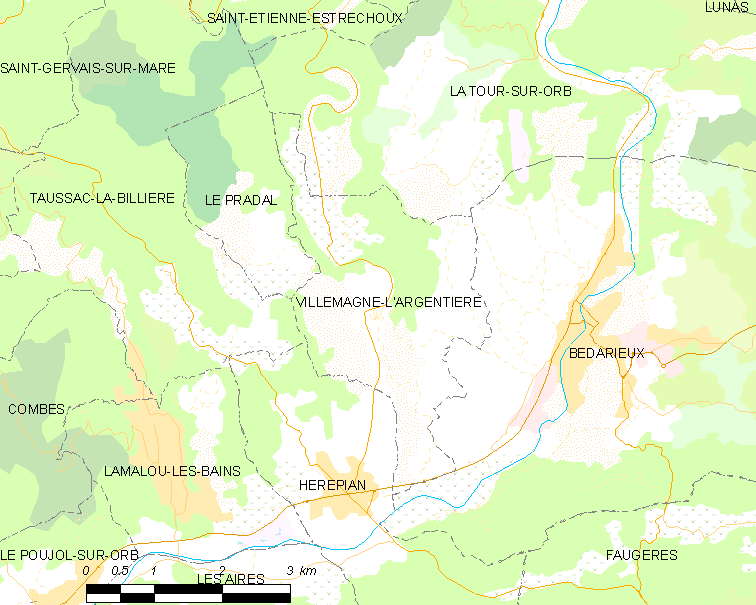
Carte.

Située dans les Hauts cantons de l'Hérault, Villemagne-l'Argentière est bâtie dans la vallée de la Mare.

### Communes limitrophes
| Le Pradal           | La Tour-sur-Orb         |           |
| Taussac-la-Billière | Villemagne-l'Argentière | Bédarieux |
| Hérépian            |                         |           |

### Climat
Pour des articles plus généraux, voir Climat de l'Occitanie et Climat de l'Hérault.
En 2010, le climat de la commune est de type climat méditerranéen franc, selon une étude s'appuyant sur une série de données couvrant la période 1971-2000. En 2020, Météo-France publie une typologie des climats de la France métropolitaine dans laquelle la commune est exposée à un climat méditerranéen et est dans la région climatique Provence, Languedoc-Roussillon, caractérisée par une pluviométrie faible en été, un très bon ensoleillement (2 600 h/an), un été chaud (21,5 °C), un air très sec en été, sec en toutes saisons, des vents forts (fréquence de 40 à 50 % de vents > 5 m/s) et peu de brouillards.
Pour la période 1971-2000, la température annuelle moyenne est de 13,4 °C, avec une amplitude thermique annuelle de 15,9 °C. Le cumul annuel moyen de précipitations est de 966 mm, avec 7,6 jours de précipitations en janvier et 3 jours en juillet. Pour la période 1991-2020, la température moyenne annuelle observée sur la station météorologique la plus proche, située sur la commune de Bédarieux à 3 km à vol d'oiseau, est de 13,7 °C et le cumul annuel moyen de précipitations est de 982,0 mm,. Pour l'avenir, les paramètres climatiques de la commune estimés pour 2050 selon différents scénarios d'émission de gaz à effet de serre sont consultables sur un site dédié publié par Météo-France en novembre 2022.

### Milieux naturels et biodiversité

#### Espaces protégés
La protection réglementaire est le mode d’intervention le plus fort pour préserver des espaces naturels remarquables et leur biodiversité associée,.
Un  espace protégé est présent sur la commune : 
le parc naturel régional du Haut-Languedoc, créé en 1973 et d'une superficie de 307 184 ha, qui s'étend sur 118 communes et deux départements. Implanté de part et d’autre de la ligne de partage des eaux entre Océan Atlantique et mer Méditerranée, ce territoire est un véritable balcon dominant les plaines viticoles du Languedoc et les étendues céréalières du Lauragais,.

#### Zones naturelles d'intérêt écologique, faunistique et floristique

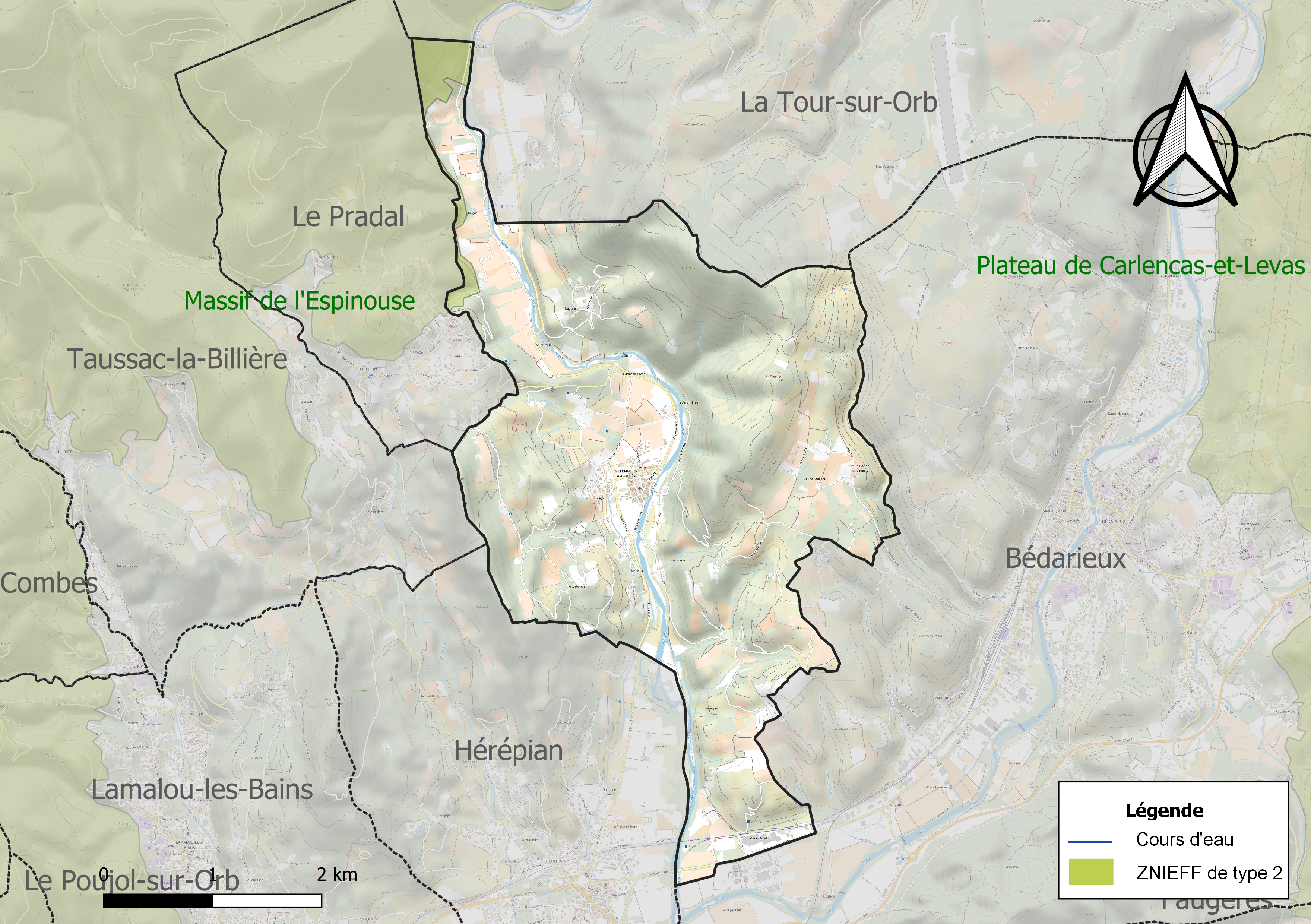
Carte de la ZNIEFF de type 2 localisée sur la commune.

L’inventaire des zones naturelles d'intérêt écologique, faunistique et floristique (ZNIEFF) a pour objectif de réaliser une couverture des zones les plus intéressantes sur le plan écologique, essentiellement dans la perspective d’améliorer la connaissance du patrimoine naturel national et de fournir aux différents décideurs un outil d’aide à la prise en compte de l’environnement dans l’aménagement du territoire.
Une ZNIEFF de type 2 est recensée sur la commune :
le « massif de l'Espinouse » (20 035 ha), couvrant 19 communes du département.

## Urbanisme

### Typologie
Au 1er janvier 2024, Villemagne-l'Argentière est catégorisée commune rurale à habitat dispersé, selon la nouvelle grille communale de densité à sept niveaux définie par l'Insee en 2022.
Elle appartient à l'unité urbaine de Bédarieux, une agglomération intra-départementale regroupant neuf  communes, dont elle est une commune de la banlieue,,. Par ailleurs la commune fait partie de l'aire d'attraction de Bédarieux, dont elle est une commune de la couronne,. Cette aire, qui regroupe 26 communes, est catégorisée dans les aires de moins de 50 000 habitants,.

### Occupation des sols
L'occupation des sols de la commune, telle qu'elle ressort de la base de données européenne d’occupation biophysique des sols Corine Land Cover (CLC), est marquée par l'importance des territoires agricoles (72,9 % en 2018), en diminution par rapport à 1990 (73,8 %). La répartition détaillée en 2018 est la suivante : 
zones agricoles hétérogènes (61,1 %), forêts (25,9 %), cultures permanentes (11,8 %), zones industrielles ou commerciales et réseaux de communication (1,1 %), zones urbanisées (0,1 %). L'évolution de l’occupation des sols de la commune et de ses infrastructures peut être observée sur les différentes représentations cartographiques du territoire : la carte de Cassini (XVIIIe siècle), la carte d'état-major (1820-1866) et les cartes ou photos aériennes de l'IGN pour la période actuelle (1950 à aujourd'hui).

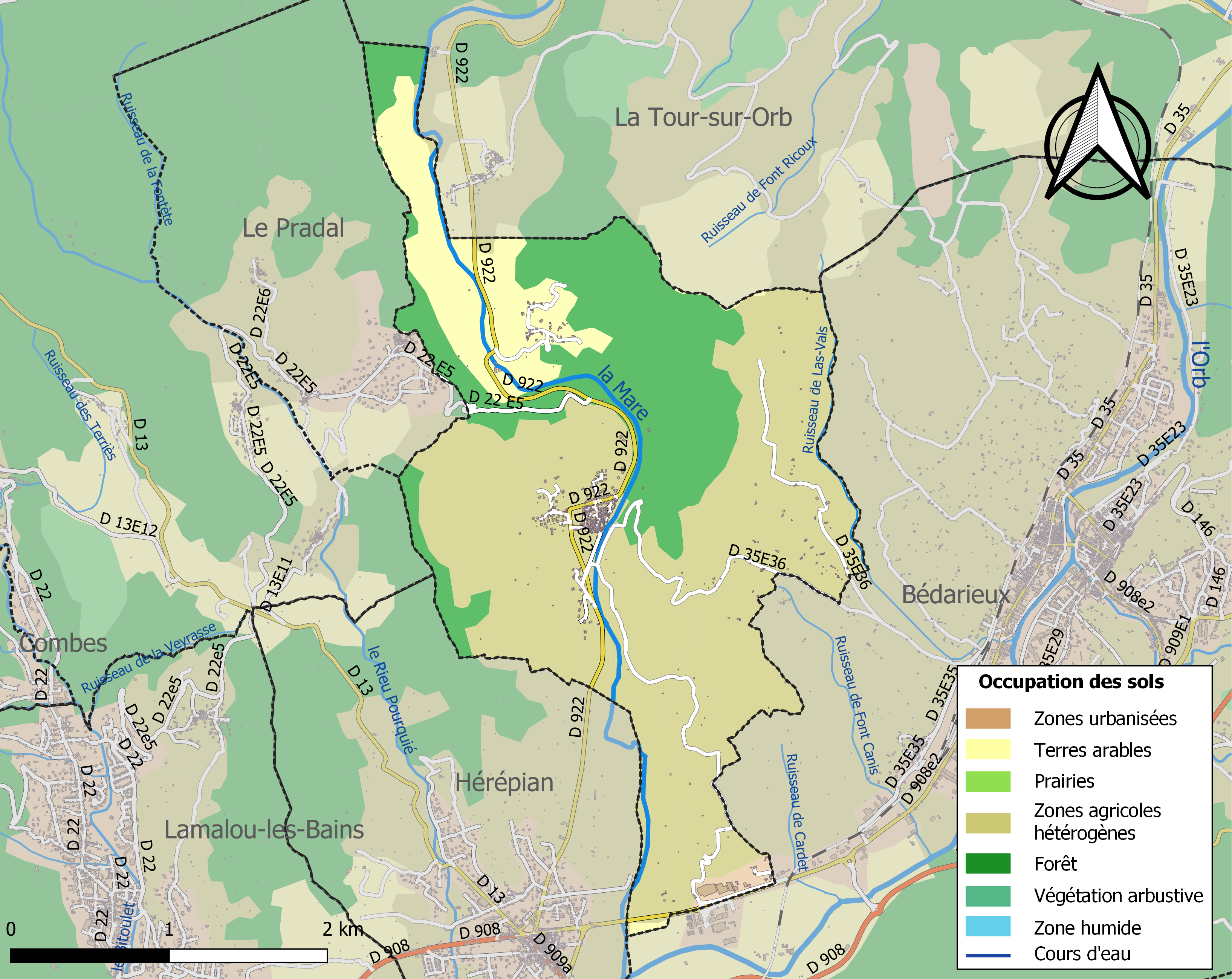
Carte des infrastructures et de l'occupation des sols de la commune en 2018 (CLC).

### Risques majeurs
Le territoire de la commune de Villemagne-l'Argentière est vulnérable à différents aléas naturels : météorologiques (tempête, orage, neige, grand froid, canicule ou sécheresse), inondations, feux de forêts et séisme (sismicité très faible). Il est également exposé à un risque technologique, la rupture d'un barrage, et à deux risques particuliers : le risque minier et le risque de radon. Un site publié par le BRGM permet d'évaluer simplement et rapidement les risques d'un bien localisé soit par son adresse soit par le numéro de sa parcelle.

#### Risques naturels
Certaines parties du territoire communal sont susceptibles d’être affectées par le risque d’inondation par débordement de cours d'eau, notamment la Mare. La commune a été reconnue en état de catastrophe naturelle au titre des dommages causés par les inondations et coulées de boue survenues en 1982, 1986, 1987, 1988, 1992, 1995, 1997, 2014 et 2018,.
Villemagne-l'Argentière est exposée au risque de feu de forêt. Un plan départemental de protection des forêts contre les incendies (PDPFCI) a été approuvé en juin 2013 et court jusqu'en 2022, où il doit être renouvelé. Les mesures individuelles de prévention contre les incendies sont précisées par deux arrêtés préfectoraux et s’appliquent dans les zones exposées aux incendies de forêt et à moins de 200 mètres de celles-ci. L’arrêté du 25 avril 2002 réglemente l'emploi du feu en interdisant notamment d’apporter du feu, de fumer et de jeter des mégots de cigarette dans les espaces sensibles et sur les voies qui les traversent sous peine de sanctions. L'arrêté du 11 mars 2013 rend le débroussaillement obligatoire, incombant au propriétaire ou ayant droit,.

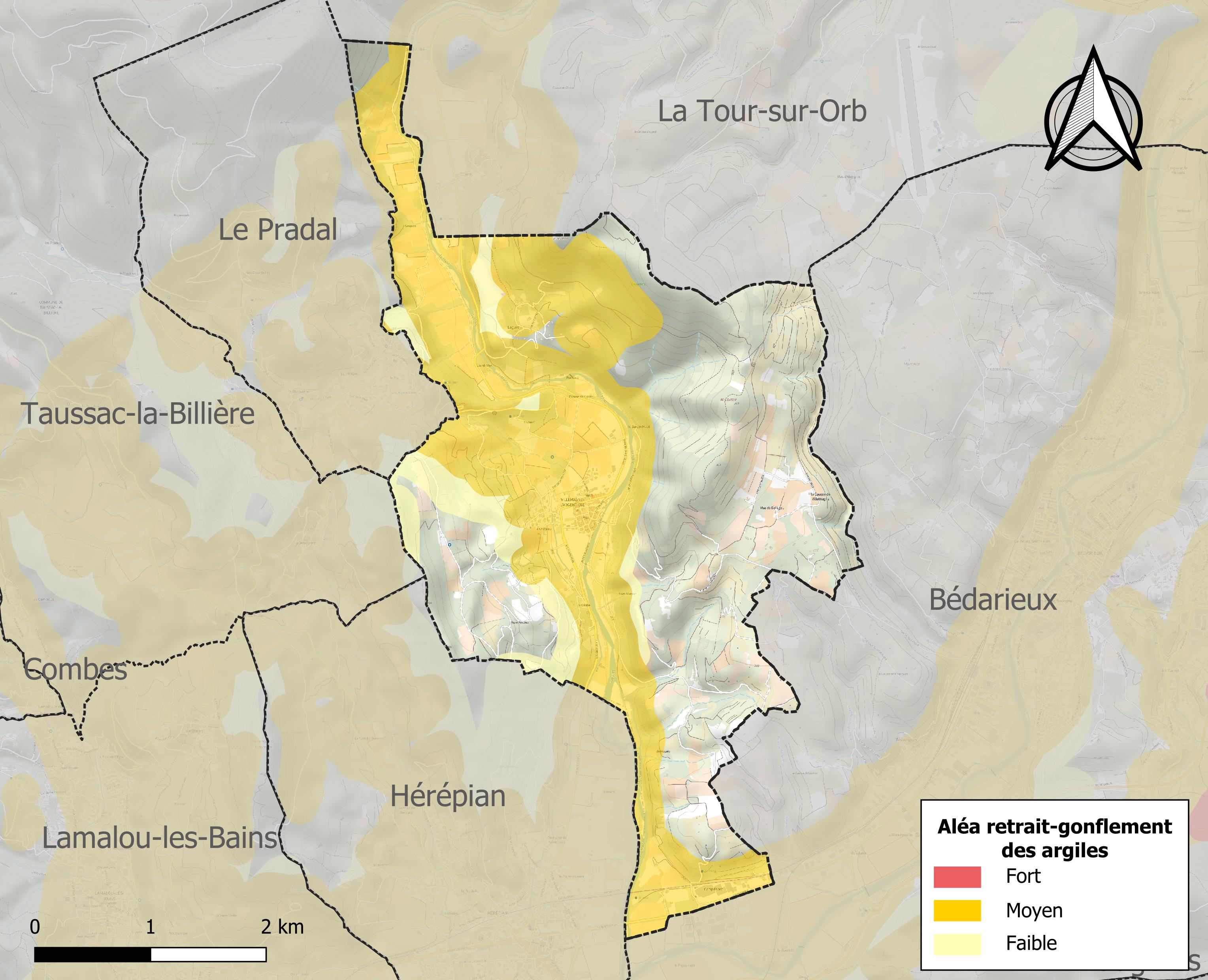
Carte des zones d'aléa retrait-gonflement des sols argileux de Villemagne-l'Argentière.

Le retrait-gonflement des sols argileux est susceptible d'engendrer des dommages importants aux bâtiments en cas d’alternance de périodes de sécheresse et de pluie. 44,7 % de la superficie communale est en aléa moyen ou fort (59,3 % au niveau départemental et 48,5 % au niveau national). Sur les 271 bâtiments dénombrés sur la commune en 2019, 234 sont en aléa moyen ou fort, soit 86 %, à comparer aux 85 % au niveau départemental et 54 % au niveau national. Une cartographie de l'exposition du territoire national au retrait gonflement des sols argileux est disponible sur le site du BRGM,.
Par ailleurs, afin de mieux appréhender le risque d’affaissement de terrain, l'inventaire national des cavités souterraines permet de localiser celles situées sur la commune.

#### Risques technologiques
La commune est en outre située en aval du Barrage des monts d'Orb, un ouvrage de classe A sur l'Orb, mis en service en 1961 et disposant d'une retenue de 30,6 millions de mètres cubes. À ce titre elle est susceptible d’être touchée par l’onde de submersion consécutive à la rupture de cet ouvrage.

#### Risque particulier
L’étude Scanning de Géodéris réalisée en 2008 a établi pour le département de l’Hérault une identification rapide des zones de risques miniers liés à l’instabilité des terrains.  Elle a été complétée en 2015 par une étude approfondie sur les anciennes exploitations minières du bassin houiller de Graissessac et du district polymétallique de Villecelle. La commune est ainsi concernée par le risque minier, principalement lié à l’évolution des cavités souterraines laissées à l’abandon et sans entretien après l’exploitation des mines.
Dans plusieurs parties du territoire national, le radon, accumulé dans certains logements ou autres locaux, peut constituer une source significative d’exposition de la population aux rayonnements ionisants. Certaines communes du département sont concernées par le risque radon à un niveau plus ou moins élevé. Selon la classification de 2018, la commune de Villemagne-l'Argentière est classée en zone 2, à savoir zone à potentiel radon faible mais sur lesquelles des facteurs géologiques particuliers peuvent faciliter le transfert du radon vers les bâtiments.

## Toponymie
Il s'agit d'un toponyme, variante d'Argentière, avec le sens de mine d'argent (ou de minerai argentifère). Autres sens possibles : rivière aux eaux argentées.

## Hameau
- La Gure
- Le lieu de naissance du Dr Jean Léon Privat. Célèbre pour ses études empiriques sur les maladies nerveuses. L'un des pères fondateurs de la ville thermale moderne de Lamalou les Bains. Né ici, le fils d'un cordonnier 10 novembre 1810

## Histoire

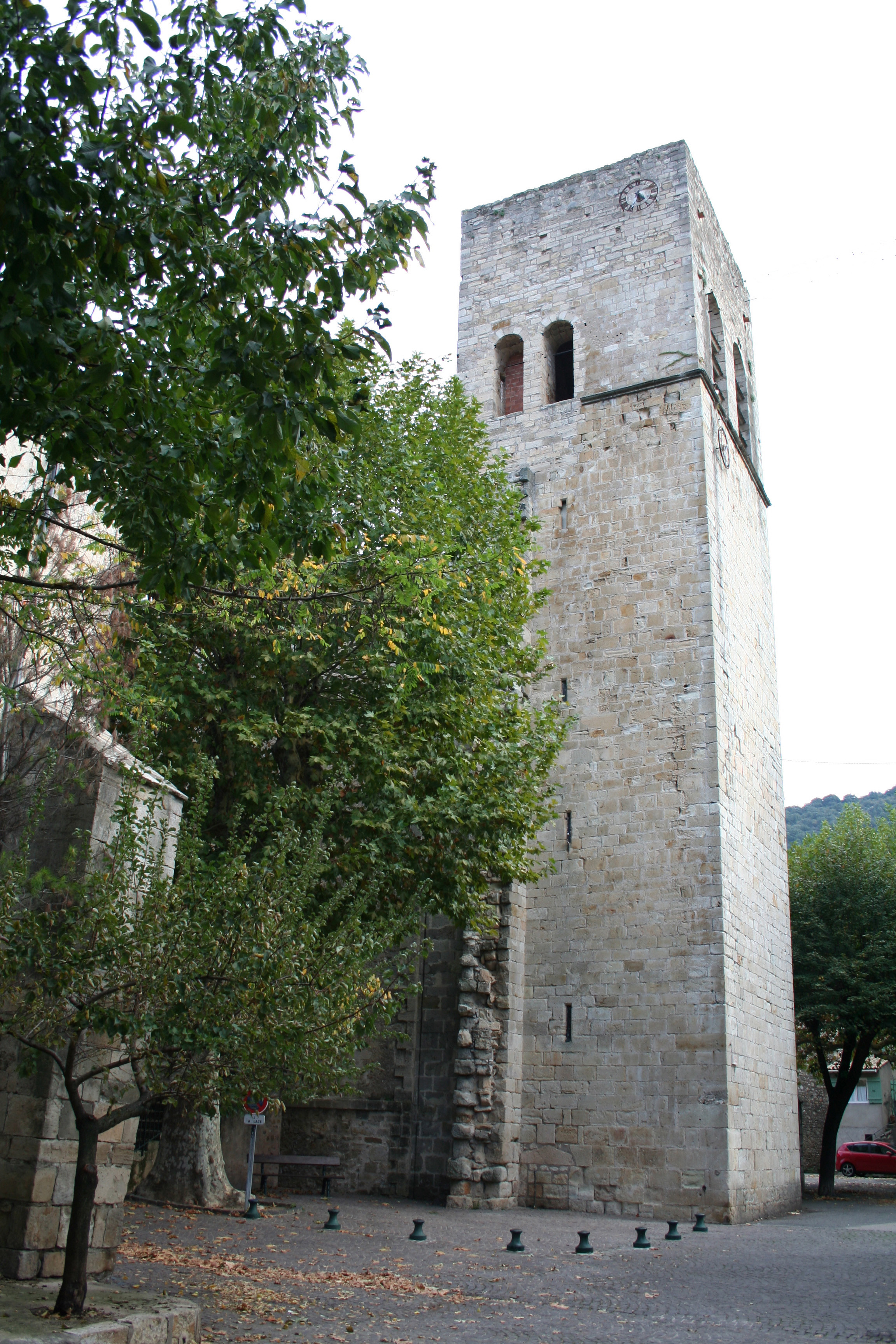
Clocher de Saint-Majan.

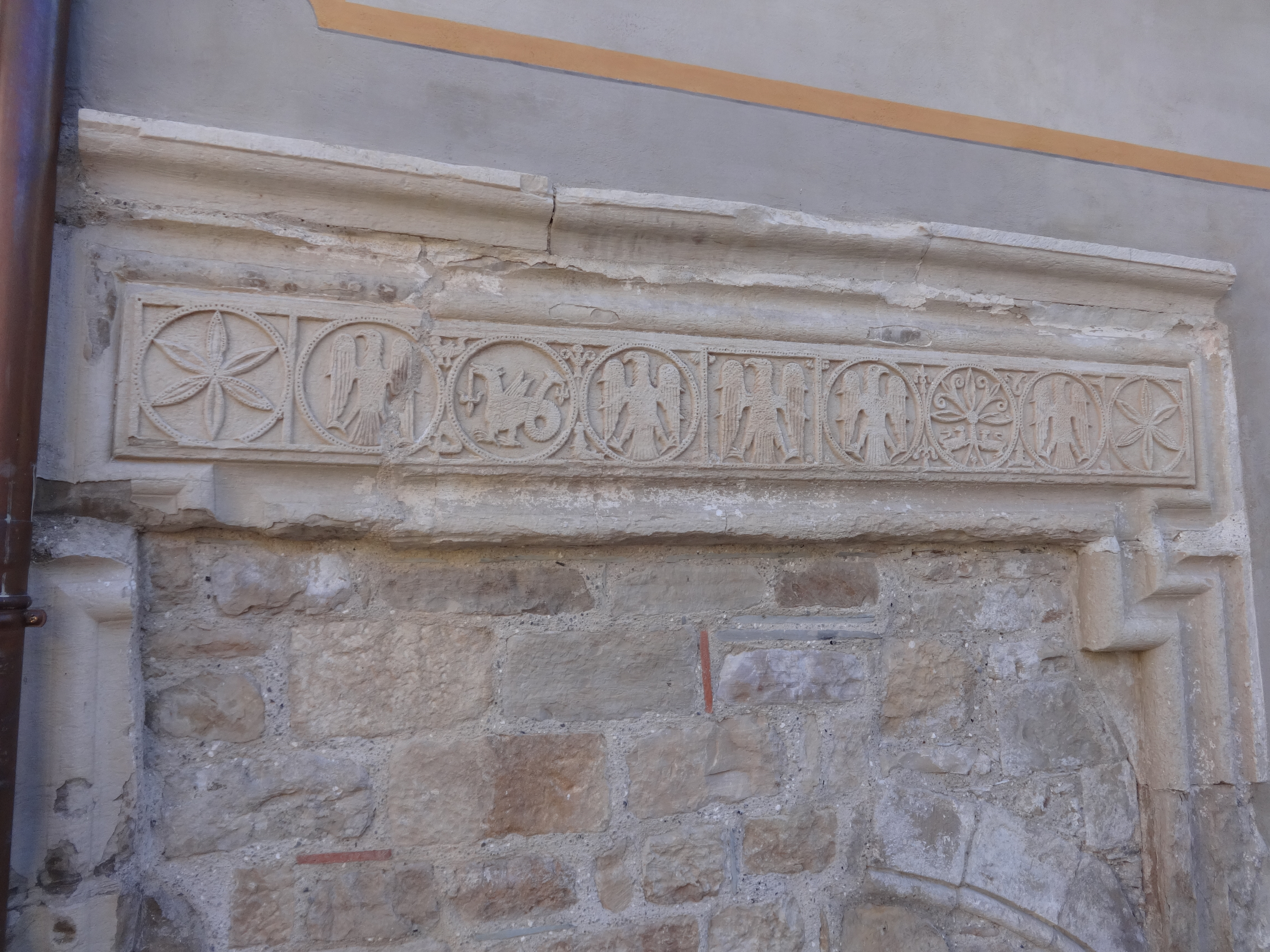
Linteau sculpté de la maison des Monnaies.

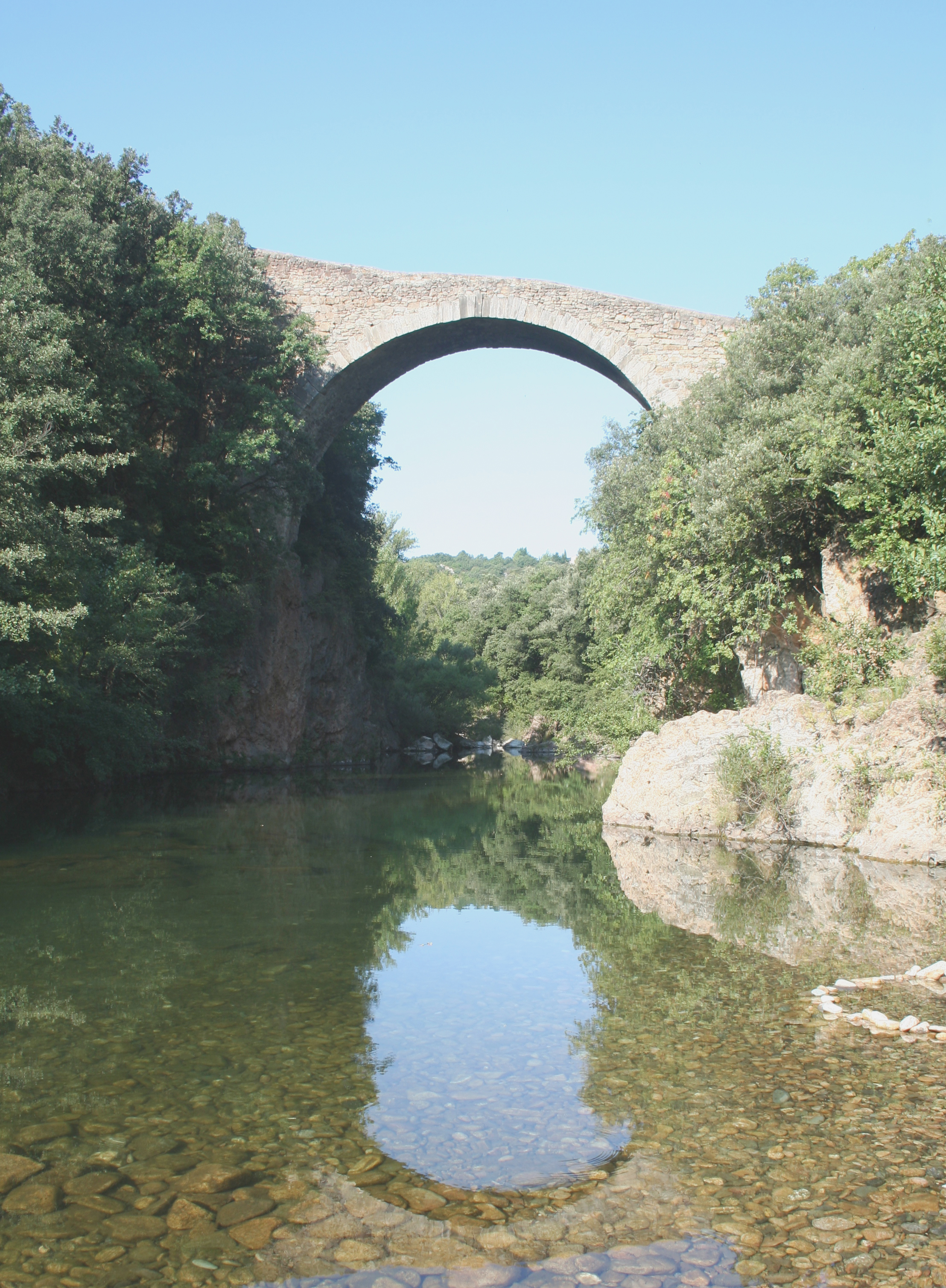
Pont du Diable sur la Mare.

Fin du VIIe siècle : fondation d'une abbaye par Clarinus Lubila qui était un moine de l'ordre de Saint-Benoît du Mont Cassin.
Ce monastère détruit par les Sarrazins, est rétabli au temps de Charlemagne. Il se trouvait dans le diocèse de Béziers.
Au concile d'Aix-la-Chapelle (Aachen) (vers 818), apparaît le nom de Villemagna parmi les dix neuf monastères de Septimanie qui étaient exemptés de présents et de soldats, mais ne devaient à l'Empereur que leurs prières. Le nom de Villemagne découle de la présence d'une villa gallo-romaine dans la vallée de la Mare.
En 893, l'abbaye, qui était placée sous le vocable de Saint-Martin, y ajoute celui de Saint-Majan.
Deux moines de Villemagne, Sulsani et Centulle, dérobent à l'abbaye de Lombez les reliques de saint Majan, confesseur d'Antioche.
Au Xe siècle, les seigneurs de Narbonne donnent à l'abbaye de nombreuses reliques. L'abbaye se trouvait sur une des branches du chemin de Saint-Jacques, allant vers Saint-Pons, Castres, etc.
Le nom de l'Argentière vient de l'exploitation de mines de plomb argentifère qui faisaient la richesse de l'abbaye ainsi que celle des vicomtes de Narbonne et Béziers.
En 1156, Louis VII autorise l'abbé de Villemagne à mettre l'abbaye et ses dépendances à l'abri de fortifications et de fossés. Cette autorisation est renouvelée en 1212 par Philippe Auguste.
Au XVIe siècle, l'abbaye est pillée et ruinée par les troupes protestantes commandées par Claude de Narbonne, baron de Faugères.
Au XVIIe siècle, l'abbaye est réunie à la congrégation de Saint-Maur.
Des travaux de restaurations de l'abbaye et de l'église paroissiale Saint-Martin sont entrepris.
En 1793, l'abbaye et ses dépendances sont vendues comme biens nationaux.
Le 20 août 1989, la commune de Villemagne prend le nom de Villemagne-l'Argentière.

## Politique et administration
| Période   | Période   | Identité                  | Étiquette | Qualité |
| --------- | --------- | ------------------------- | --------- | ------- |
| 1947      | 1965      | Emile Alquier             |           |         |
| 1965      | mars 2001 | Marcel Roques             |           |         |
| mars 2001 | mars 2020 | Luc Salles                | SE        |         |
| mars 2020 | En cours  | Olivier Roubichon-Ouradou | DVG       |         |

## Démographie
L'évolution du nombre d'habitants est connue à travers les recensements de la population effectués dans la commune depuis 1793. Pour les communes de moins de 10 000 habitants, une enquête de recensement portant sur toute la population est réalisée tous les cinq ans, les populations de référence des années intermédiaires étant quant à elles estimées par interpolation ou extrapolation. Pour la commune, le premier recensement exhaustif entrant dans le cadre du nouveau dispositif a été réalisé en 2008.

En 2022, la commune comptait 420 habitants, en évolution de −6,25 % par rapport à 2016 (Hérault : +7,49 %, France hors Mayotte : +2,11 %).
| 1793 | 1800 | 1806 | 1821 | 1831 | 1836 | 1841 | 1846 | 1851 |
| ---- | ---- | ---- | ---- | ---- | ---- | ---- | ---- | ---- |
| 587  | 559  | 460  | 483  | 540  | 508  | 505  | 473  | 422  |

| 1856 | 1861 | 1866 | 1872 | 1876 | 1881 | 1886 | 1891 | 1896 |
| ---- | ---- | ---- | ---- | ---- | ---- | ---- | ---- | ---- |
| 436  | 478  | 425  | 473  | 542  | 508  | 484  | 441  | 449  |

| 1901 | 1906 | 1911 | 1921 | 1926 | 1931 | 1936 | 1946 | 1954 |
| ---- | ---- | ---- | ---- | ---- | ---- | ---- | ---- | ---- |
| 446  | 438  | 452  | 405  | 403  | 415  | 407  | 368  | 336  |

| 1962 | 1968 | 1975 | 1982 | 1990 | 1999 | 2006 | 2008 | 2013 |
| ---- | ---- | ---- | ---- | ---- | ---- | ---- | ---- | ---- |
| 308  | 320  | 291  | 317  | 365  | 429  | 426  | 425  | 448  |

| 2018 | 2022 | - | - | - | - | - | - | - |
| ---- | ---- | - | - | - | - | - | - | - |
| 419  | 420  | - | - | - | - | - | - | - |

## Économie

### Revenus
En 2018, la commune compte 197 ménages fiscaux, regroupant 448 personnes. La médiane du revenu disponible par unité de consommation est de 21 080 € (20 330 € dans le département).

### Emploi
|                | 2008   | 2013   | 2018   |
| -------------- | ------ | ------ | ------ |
| Commune        | 9,8 %  | 7,4 %  | 13,4 % |
| Département    | 10,1 % | 11,9 % | 12 %   |
| France entière | 8,3 %  | 10 %   | 10 %   |

En 2018, la population âgée de 15 à 64 ans s'élève à 231 personnes, parmi lesquelles on compte 77,9 % d'actifs (64,5 % ayant un emploi et 13,4 % de chômeurs) et 22,1 % d'inactifs,. En  2018, le taux de chômage communal (au sens du recensement) des 15-64 ans est supérieur à celui de la France et du département, alors qu'il était inférieur à celui du département en 2008.
La commune fait partie de la couronne de l'aire d'attraction de Bédarieux, du fait qu'au moins 15 % des actifs travaillent dans le pôle,. Elle compte 182 emplois en 2018, contre 148 en 2013 et 144 en 2008. Le nombre d'actifs ayant un emploi résidant dans la commune est de 150, soit un indicateur de concentration d'emploi de 121,6 % et un taux d'activité parmi les 15 ans ou plus de 51,3 %.
Sur ces 150 actifs de 15 ans ou plus ayant un emploi, 39 travaillent dans la commune, soit 26 % des habitants. Pour se rendre au travail, 84 % des habitants utilisent un véhicule personnel ou de fonction à quatre roues, 1,3 % les transports en commun, 12 % s'y rendent en deux-roues, à vélo ou à pied et 2,7 % n'ont pas besoin de transport (travail au domicile).

### Activités hors agriculture
38 établissements sont implantés  à Villemagne-l'Argentière au 31 décembre 2019. Le tableau ci-dessous en détaille le nombre par secteur d'activité et compare les ratios avec ceux du département,.
| Secteur d'activité                                                                                        | Commune | Commune | Département |
| Secteur d'activité                                                                                        | Nombre  | %       | %           |
| --- | ------- | ------- | ----------- |
| Ensemble                                                                                                  | 38      |         |             |
| Industrie manufacturière, industries extractives et autres                                                | 3       | 7,9 %   | (6,7 %)     |
| Construction                                                                                              | 3       | 7,9 %   | (14,1 %)    |
| Commerce de gros et de détail, transports, hébergement et restauration                                    | 19      | 50 %    | (28 %)      |
| Activités immobilières                                                                                    | 2       | 5,3 %   | (5,3 %)     |
| Activités spécialisées, scientifiques et techniques et activités de services administratifs et de soutien | 4       | 10,5 %  | (17,1 %)    |
| Administration publique, enseignement, santé humaine et action sociale                                    | 1       | 2,6 %   | (14,2 %)    |
| Autres activités de services                                                                              | 6       | 15,8 %  | (8,1 %)     |

Le secteur du commerce de gros et de détail, des transports, de l'hébergement et de la restauration est prépondérant sur la commune puisqu'il représente 50 % du nombre total d'établissements de la commune (19 sur les 38 entreprises implantées  à Villemagne-l'Argentière), contre 28 % au niveau départemental.

### Agriculture
La commune est dans le « Soubergues », une petite région agricole occupant le nord-est du département de l'Hérault. En 2020, l'orientation technico-économique de l'agriculture  sur la commune est la polyculture et/ou le polyélevage.
|               | 1988 | 2000 | 2010 | 2020 |
| ------------- | ---- | ---- | ---- | ---- |
| Exploitations | 52   | 32   | 23   | 14   |
| SAU (ha)      | 178  | 102  | 87   | 76   |

Le nombre d'exploitations agricoles en activité et ayant leur siège dans la commune est passé de 52 lors du recensement agricole de 1988  à 32 en 2000 puis à 23 en 2010 et enfin à 14 en 2020, soit une baisse de 73 % en 32 ans. Le même mouvement est observé à l'échelle du département qui a perdu pendant cette période 67 % de ses exploitations,. La surface agricole utilisée sur la commune a également diminué, passant de 178 ha en 1988 à 76 ha en 2020. Parallèlement la surface agricole utilisée moyenne par exploitation a augmenté, passant de 3 à 5 ha.

## Culture locale et patrimoine

### Lieux et monuments
- Hôtel des Monnaies.
- Porte de la barbacane.
- Pont du Diable.

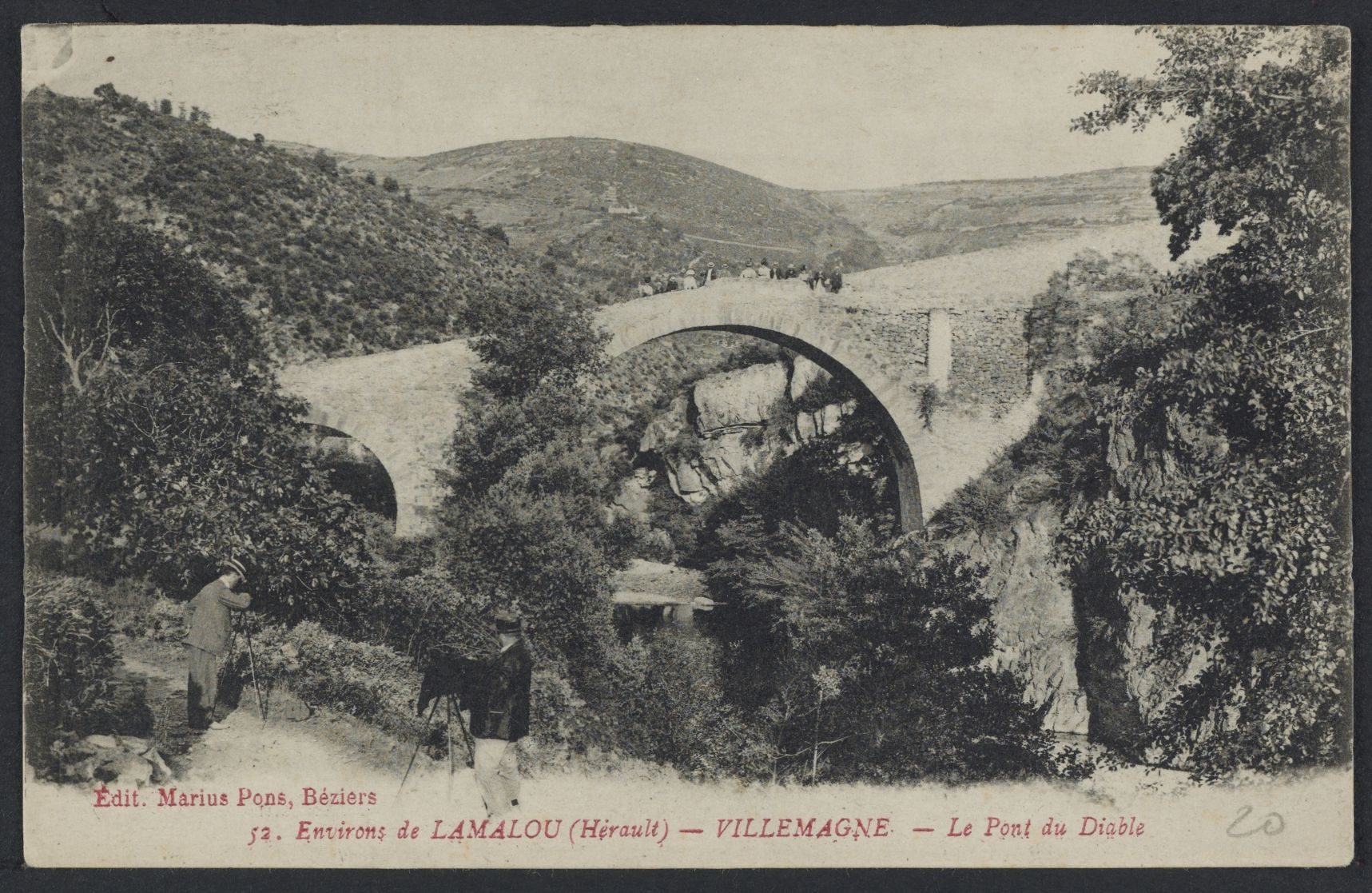
Le Pont du Diable : carte postale (1914).

- Église Saint-Majan. L'édifice a été classé au titre des monuments historiques en 1921[34].
- Église Saint-Grégoire. L'édifice a été classé au titre des monuments historiques en 1886[35].
- Musée archéologique, installé dans l'ancienne église Saint-Grégoire.
- Abbaye de Villemagne.

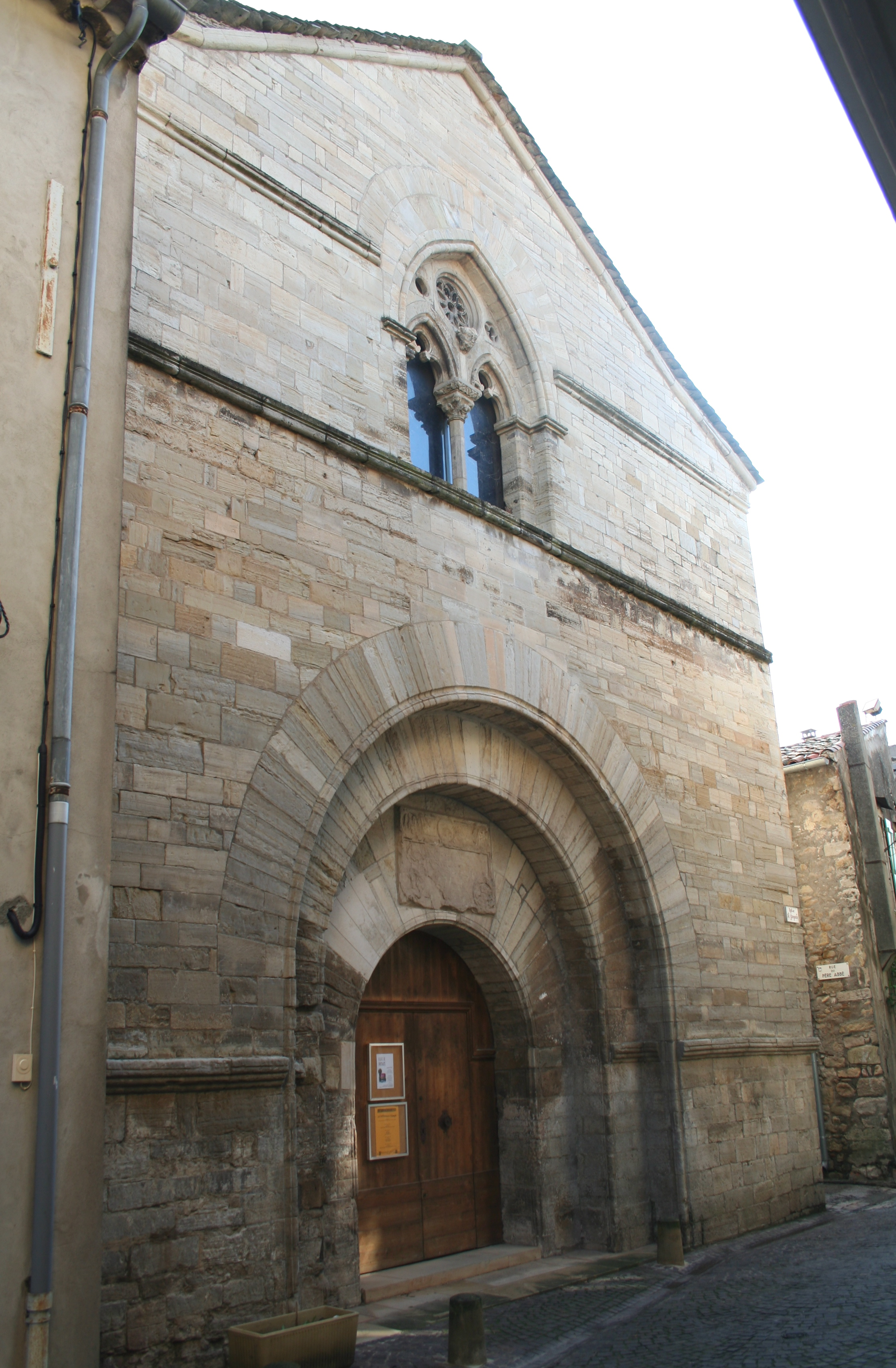
Église Saint-Grégoire.
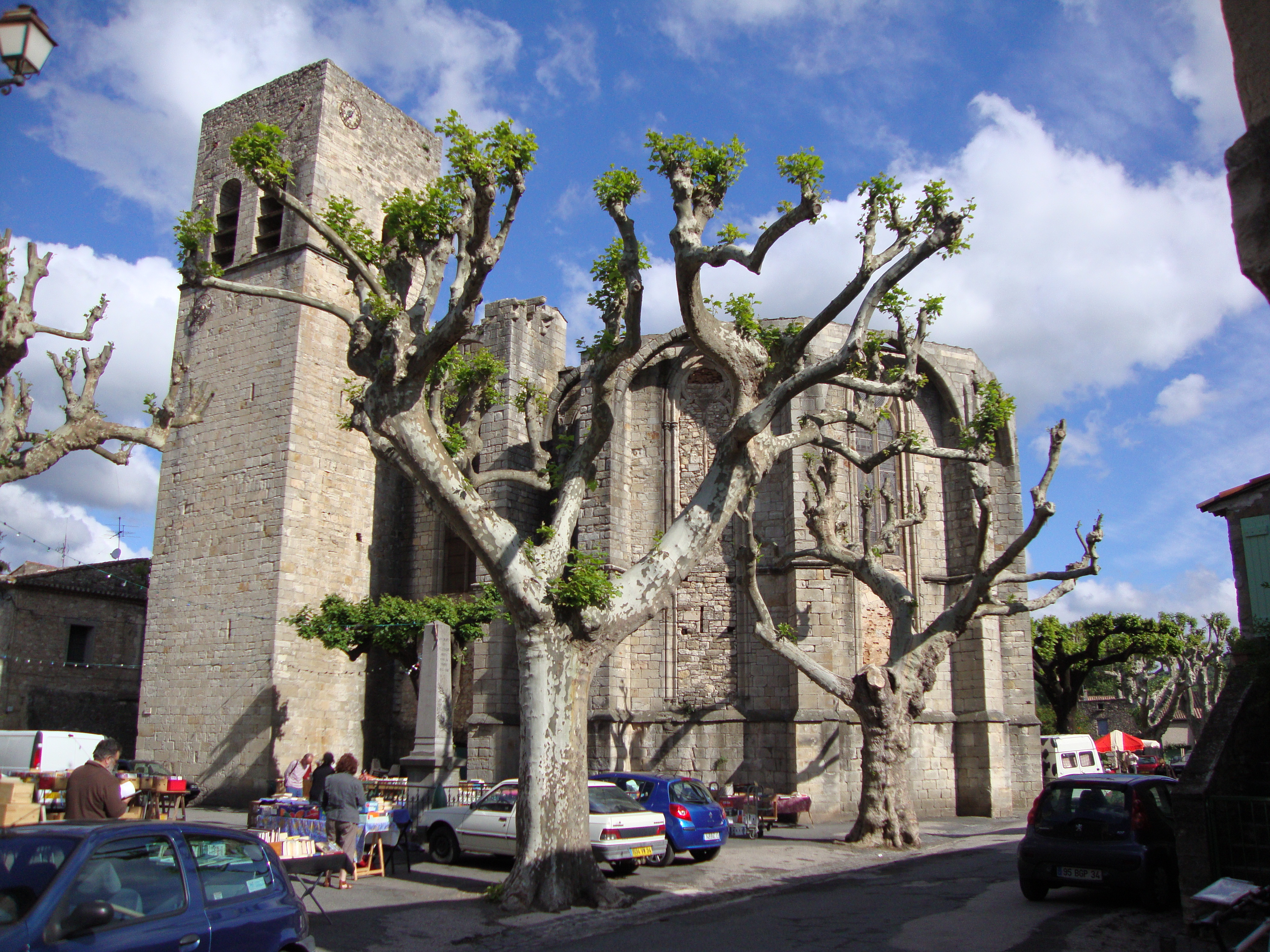
Église Saint-Majan.

### Personnalités liées à la commune
- Jean-Claude Carrière
- Dr Jean-Léon Privat  Né La Gure 10 novembre 1810

### Héraldique
| Blason de Villemagne-l'Argentière | Blason  | D'azur à la ville fortifiée mouvant des flancs, sommée d'une croix et de deux girouettes, surmontée d'une fleur de lis, elle-même surmontée d'une mitre chargée d'une croisette d'or, le tout d'argent, la fleur de lis et la mitre accostées de deux crosses épiscopales affrontées d'or, au pied fiché dans ladite ville posée sur une terrasse de gueues chargée d'un chemin d'argent. |
| Blason de Villemagne-l'Argentière | Détails | Le statut officiel du blason reste à déterminer. |

Le blason historique de la commune est le suivant :
| Blason de Villemagne-l'Argentière | Blason  | « de gueules au pairle losangé d'argent et d'azur ». |
| Blason de Villemagne-l'Argentière | Détails | Le statut officiel du blason reste à déterminer.     |